# Gotthold Müller (General)

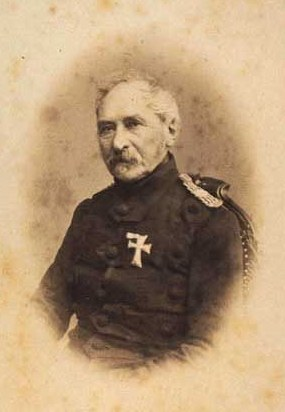
General Gotthold Müller (um 1855)

Frederik Gotthold Müller, auch Gotthold von Müller oder Gotthold Møller (* 17. Juni 1795 in Fjellerup, Norddjurs Kommune; † 9. Januar 1882 in Stenderupstrand) war ein dänischer Generalmajor.

## Leben

### Herkunft und Familie
Gotthold Müller war ein Sohn des Pfarrers in Fjellerup, Thomas Møller (1755–1802), und der Dorothea, geb. Kallager (1764–1839). Nach dem frühen Tod des Vaters heiratete die Mutter 1803 den Zuckerhausinspektor Hans Severin Engelbrecht Bentzon (1760–1822). Der wohlhabende Stiefvater war ihm ein guter Förderer.

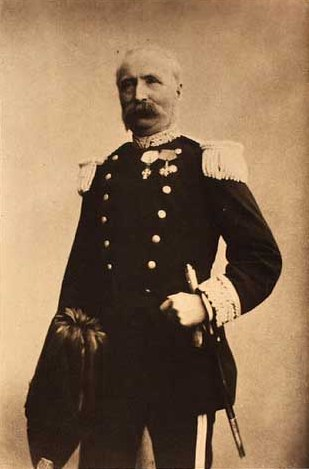
Schwiegersohn Emil Bodenhoff

Gotthold Müller vermählte sich 1818 mit Marie von Gähler (1791–1861), der jüngsten Tochter des dänischen Generalmajors Casper Friedrich von Gähler (1736–1797). Aus der Ehe gingen vier Kinder hervor:
die Tochter Elise Louise Dorothea Müller (1822–1901), vermählt mit Oberförster und Hofjägermeister Emil Bodenhoff (1818–1897) und die Söhne Othar Müller (1823–1911), dänischer Rittmeister und Porträtmaler, Carl Frederik Ferdinand Müller (1829–1849), gefallen in der Schlacht von Fredericia, sowie der Gutsverwalter Valdemar Müller († 1878). 

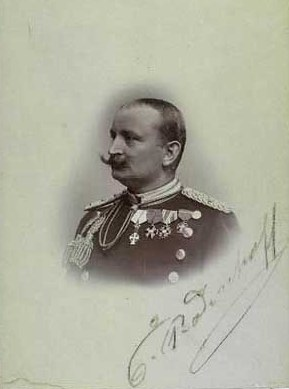
Enkel Ernst Bodenhoff

Der Enkel Gotthold Ernst Emil Bodenhoff (1852–1934), dänischer Oberstleutnant und Kammerherr, trat als Schriftsteller hervor, und er veröffentlichte die Tagebücher seines Großvaters mütterlicherseits.

### Laufbahn
Müller verließ 1810 das Freikorporalinstitut in Kopenhagen als Leutnant und trat als solcher in das Dragoner-Regiment „Prinz Frederik Ferdinand“ ein. Er nahm während der Koalitions- und Befreiungskriege an Operationen in Norddeutschland teil. 1815 erhielt er ein Kommando über 5000 Mann mit Garnison in Aarhus. 1827 avancierte er zum Rittmeister und wurde 1833 Adjutant von Kronprinz Ferdinand. Müller wurde 1836 Ritter des Dannebrogordens, stieg 1839 zum Major auf und erhielt 1844 das Dannebrog-Kreuz in Silber. Zu Beginn der Schleswig-Holsteinischen Erhebung wurde er 1848 zum Oberstleutnant und 1849 zum Oberst befördert. Er kämpfte u. a. in der Schlacht von Kolding sowie als Kommandeur im Scharmützel von Aarhaus. Ab 1850 war er Stabschef der Reservekavallerie.
Nach Kriegsende wurde Müller Stabschef im seeländischen Generalkommando und 1851 Kommandeur des Dannebrogordens. Er avancierte 1856 zum Generalmajor, erhielt die 1. Kavallerie-Brigade und wurde gleichzeitig Kommandant in Schleswig. 1860 hat Müller seinen Abschied erhalten und verbrachte seinen Lebensabend am Kleinen Belt.